# Plentywood
Plentywood – miasto w Stanach Zjednoczonych, w stanie Montana, siedziba hrabstwa Sheridan.

## Położenie
Miejscowość położona jest na wysokości 624 m n.p.m. i ma powierzchnię 3,028 km². Miasto znajduje się w obrębie krainy geograficznej Wielkich Równin.

## Środowisko naturalne
W pobliżu Plentywood najbardziej rozpowszechnionymi glebami są mollisole (według amerykańskiej systematyki gleb – Mollisols, przede wszystkim Ustolls, czyli podrząd charakterystyczny dla obszarów półsuchych). Stosując tradycyjne nazewnictwo, byłyby to czarnoziemy lub gleby kasztanowe (miasto leży na granicy zasięgów tych gleb).
Zgodnie z klasyfikacją klimatów Köppena Plentywood leży w zimnym klimacie stepowym, oznaczanym jako BSk. Średnia roczna temperatura powietrza wynosi 5,3 °C. Najcieplejszym miesiącem jest lipiec ze średnią temperaturą wynoszącą 20,4 °C, najzimniejszym jest styczeń ze średnią temperaturą –12 °C. Średnie opady roczne wynoszą 330,2 mm z maksimum w czerwcu (68,6 mm), a minimum w lutym (7,6 mm). Najgrubsza pokrywa śnieżna zazwyczaj występuje w grudniu i wynosi średnio 14,7 cm.

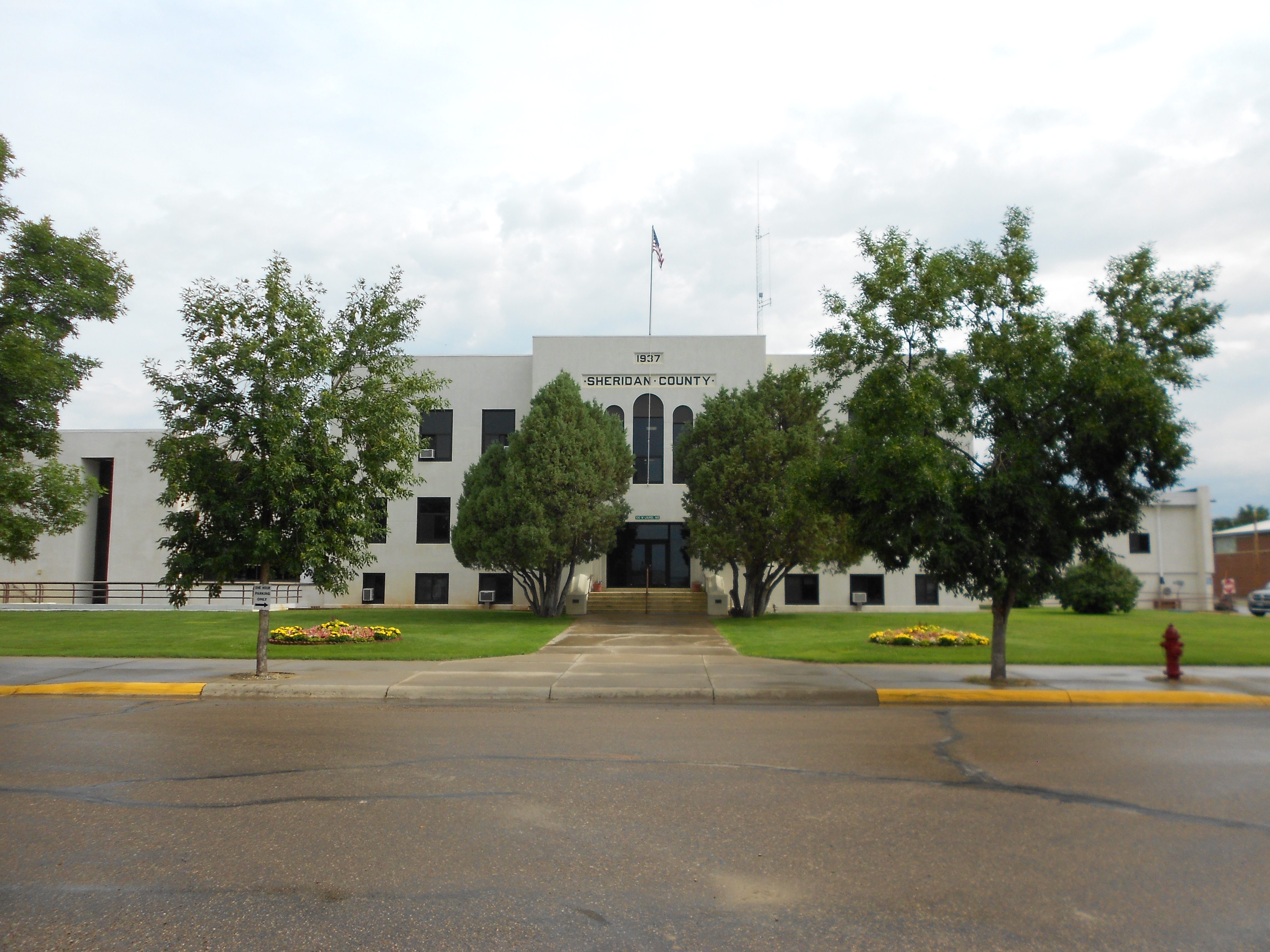
Sąd hrabstwa Sheridan w Plentywood MT

W zachodniej części miasta przepływa potok Boxelder (ang. Boxelder Creek), wypływający z niewielkiego zbiornika zaporowego położonego niecały kilometr na północ od miasta. Wpada on do potoku Big Muddy (ang. Big Muddy Creek) przepływającego w pobliżu miasta, kilka kilometrów poniżej. Potok ten jest dopływem rzeki Missouri, a Plentywood leży na zboczach jego doliny.

## Historia
W 1900 roku George Bolster osiedlił się na obszarze przyszłego miasta i otworzył tam pierwszy biznes. Dwa lata później uruchomiono pocztę. W 1911 roku do Plentywood dotarła budowa odgałęzienia linii kolejowej Great Northern Railway łączącego Bainville z Scobey. Dwa lata później Dakota and Great Northern Townsite Company założyła przy linii kolejowej miasto, w którego obręb weszło dotychczasowe Plentywood. Jego mieszkańcy uznają rok 1912 za czas powstania ich miejscowości. W latach 20. i 30. XX w. idee socjalistyczne i komunistyczne były bardzo popularne w całym hrabstwie. W latach 40., inspirowana hasłem Associated Press: ang. “At last there’s going to be plenty of wood in Plentywood, a town that’s had more sun than shade.” („Przynajmniej będzie dużo drzew (drewna) w Plentywood, mieście gdzie jest więcej słońca niż cienia”), agencja WPA przeprowadziła szeroko zakrojoną akcję sadzenia drzew w Plentywood.
Zgodnie z miejscową legendą nazwa Plentywood (co można tłumaczyć jako „dużo drewna”) wzięła się od drewna opałowego. Według opowieści, pewnego razu kowboje z rancza Diamond obserwowali jak kucharz bezskutecznie próbuje rozpalić jeszcze wilgotne odchody bizona (które służyły powszechnie za opał) pod kuchnią polową. Zdenerwowany tym słynny Dutch Henry powiedział kucharzowi, że jeżeli pójdzie dwie mile w górę potoku, to znajdzie dużo drewna (ang. plenty wood).

## Demografia
Na podstawie spisu statystycznego z 2010 roku w Plentywood mieszkało 1734 osób zamieszkujących w 820 gospodarstwach domowych. Gęstość zaludnienia wynosiła 572,2 osoby na km². Przeważały osoby odmiany białej – 1648 osób.
Szacuje się, że w 2015 roku największy odsetek mieszkańców pracował w opiece zdrowotnej i socjalnej oraz handlu detalicznym, a także w usługach finansowych i ubezpieczeniowych, hotelarstwie i gastronomii oraz w rolnictwie.

## Transport
Przez Plentywood przebiega linia kolejowa do Scobey, a także autostrada stanowa nr 5. Kilka kilometrów na północny wschód od miasta jest położone niewielkie lotnisko Sher-Wood.

## Media
W mieście działają dwie stacje radiowe, prowadzone przez Radio International KATQ Broadcast Association: KATQ (AM), grającą przede wszystkim muzykę country oraz KATQ-FM, emitującą głównie klasycznego rocka

## Oświata
W Plentywood znajduje się zespół szkół obejmujący 12 roczników, pozwalający zdobyć całość przeduniwersyteckiego wykształcenia (6-letnia elementary school, 2-letnia middle school i 4-letnia high school). W serwisie internetowym przedstawiającym poziom nauczania w poszczególnych szkołach „www.greatschools.org” szkoły w Plentywood otrzymały wynik 8 lub 9 punktów na 10 możliwych do uzyskania.